# NGC 284
NGC 284 je galaksija u zviježđu Kit.

## Vanjske poveznice
- SEDS: NGC 284